# Typhlotanais richardi
Typhlotanais richardi är en kräftdjursart som beskrevs av Dollfus 1897. Typhlotanais richardi ingår i släktet Typhlotanais och familjen Nototanaidae. Inga underarter finns listade i Catalogue of Life.